# Ptychodera flava
Ptychodera flava is een diersoort in de taxonomische indeling van de kraagdragers (Hemichordata). Het dier behoort tot het geslacht Ptychodera en behoort tot de familie Ptychoderidae. De wetenschappelijke naam van de soort werd voor het eerst geldig gepubliceerd in 1825 door Johann Friedrich von Eschscholtz.